# Johannes Barth
Johannes Barth (* 5. Dezember 1891 in Bremen; † 19. März 1981 in Kamakura) war ein deutscher Unternehmer.

## Leben und Wirken
Nach dem Besuch der Schule begann Barth sich in Bremen als Kaufmann ausbilden zu lassen. Diese Berufsausbildung setzte er in Brüssel und London weiter fort. Nach erfolgreichem Abschluss erhielt er eine Anstellung bei der Firma Arnhold Karberg & Co und reiste in deren Auftrag im Juni 1912 nach Kanton in China.
Mit Ausbruch des Ersten Weltkrieges meldete er sich als Kriegsfreiwilliger und wurde als Marinesoldat bei der 7. Kompanie im III. Seebataillon in der deutschen Kolonie Tsingtau verwendet. Nach ersten Kampfhandlungen musste er im Oktober 1914 in das Lazarett zur Behandlung seiner Verletzungen. Bereits einen Monat später wurde er von den Japanern als Kriegsgefangener interniert und mit der Nr. 1851 im Lager Marugame untergebracht. Im April 1918 wechselte er in das Kriegsgefangenenlager Bandō. Von hier aus kam er mehrfach wegen Herzschwäche zur Behandlung in das Militärhospital Tokushima. Aus diesem Lager wurde er im Dezember 1919 entlassen.
Mit seiner Freilassung nahm Barth eine Beschäftigung bei der japanischen Firma Naigal Shinzaku Shoje K.K. in Osaka an. Im Folgejahr reiste er nach Bremen, kehrte aber im Dezember 1921 nach Japan zurück. Hier gründete er in Tokio die Firma „Barth Shokai“. In dieser Zeit schrieb er in seiner Freizeit kurze Artikel, zumeist auf der Grundlage der Übersetzung japanischer Texte. Im Jahr 1923 heiratete er die Japanerin Chiyo Aoyama. Ein Jahr später baute er die Firma „Mercator Trading Co“ auf und beschäftigte darin Angestellte. Neben seiner unternehmerischen Tätigkeit interessierten ihn die japanische Geschichte und ausgewählten Traditionen des Landes. Ein Ergebnis war 1928 seine erste Veröffentlichung „Kodan und Rakugo“ die das japanische Geschichtenerzählen mit bestimmten typischen Vortragstechniken beschrieb. Bereits zu dieser Zeit war er in der Deutschen Gesellschaft für Natur- und Völkerkunde (OAG) in Tokio aktiv. Im Jahr 1930 wurde er ihr Vizepräsident. Zu dieser Zeit stand die Gesellschaft unter dem Vorsitz von Max Huth, der 1933 durch Kurt Meissner (1885–1976) abgelöst wurde. In dieser Zeit veröffentlichte Barth in den Mitteilungsblättern der OAG mehrere längere Artikel zur Geschichte Japans sowie über die Rolle der japanischen Literatur.
Im Jahr 1938 zog Barth nach Kamakura. Mitten im Zweiten Weltkrieg versuchte er im Juni 1941 nach Deutschland zu gelangen. Die Reise führte ihn über Sibirien, wo er in russische Gefangenschaft geriet. Nach kurzer Zeit erfolgte seine Abschiebung in die Türkei, von wo aus er über Wien dann seine Heimatstadt Bremen erreichte. Da zu diesen Zeiten eine Rückkehr nach Japan nicht möglich war, nahm er eine Beschäftigung bei der UFA in Potsdam-Babelsberg an. Erst 1944 fand er eine Gelegenheit, zu seiner Familie nach Japan zurückzukehren. An Bord eines U-Bootes nahm er im April den beschwerlichen Weg auf sich und kam im Juli 1944 in Singapur an. Von dort reiste er nach Japan weiter. Das Ende des Krieges erlebte er bei seiner Familie in Kamakura, wurde aber 1947 ohne Frau und Kinder von den Japanern nach Deutschland abgeschoben. Bei seiner Ankunft in Deutschland im März 1947 wurde er in Ludwigsburg interniert. Bereits nach einem Monat konnte er den Weg nach Bremen zu seinem Elternhaus fortsetzen. Bis 1952 wohnte er in Bremen, Holler Allee 59.
Am 28. Mai 1952 trat er von Deutschland aus einen Flug nach Japan an. Hier angekommen gründete er in Tokio die Firma „New Metals and Chemicals Corps“. Erst in den 1960er Jahren trat er in den Ruhestand. Von diesem Zeitpunkt an nahm er seine Beschäftigung mit japanischen Themen und publizistische Arbeiten wieder auf. Ein erstes Buch „No-Kyogen“ erschien 1963 in einem Jubiläumsband der OAG. Im Jahr 1968 unternahm er eine Reise durch Japan und besuchte die beiden Orte seiner Kriegsgefangenschaft, Marugame und Bandō. Dabei traf er mit zahlreichen Persönlichkeiten, die er während seiner Internierung kennen- und schätzen gelernt hatte zusammen. Als Ergebnis dieser Reise entstand sein Buch „50 Jahre – Ein Traum“. Bereits in diesen Jahren arbeitete er an einer Autobiografie, die seine Erfahrungen, Begegnungen und Erlebnisse in Japan festhalten sollte. Sie begann mit der 1914 erfolgten Verteidigung Tsingtaus. Doch immer wieder veröffentlichte er Texte über japanische Städte, die Kultur, ausgewählte Themen japanischer Kunst und Entwicklungsetappen des Landes.
Am 19. März 1981 verstarb Johannes Barth kurz vor seinem 90. Geburtstag in Kamakura. Postum erschien 1984 seine Autobiografie „Als deutscher Kaufmann in Fernost“ und ein Jahr später das „Tsingtau-Tagebuch“, herausgegeben durch die OAG Tokio.

## Familie
Die Eltern von Johannes Barth waren der Brotfabrikant Johannes Dietrich Barth (1854–1927) und dessen Ehefrau Anna Johanna, geborene Meyer. Sie wohnten in Bremen Schwachhauser Heerstraße 52.
Im Jahre 1923 heiratete Barth die Japanerin Chiyo Aoyama. Aus der Ehe gingen zwei Töchter hervor.

## Publikationen
- Über Heilkräuter, OAG Band XVII (1914–1922), OAG Tokyo 1922.
- Über Gelehrte, OAG Band XVII (1914–1922), Tokyo 1922.
- San tsü wen. Der Aufsatz in drei Zeichen, OAG Band XVII (1914–1922), OAG Tokyo 1922.
- Kodan und Rakugo, OAG Band XXII (1028–1931), Tokyo 1928.
- Kagekiyo, Eine Betrachtung zum japanischen Schauspiel, OAG-Mitteilungen Band XXVI (1932–1934), Tokyo 1933.
- Literatur und Drama im Dienste der nationalen Erziehung Japans, OAG Tokyo 1934.
- Geschichte Japans – Übersichtstabelle, OAG Tokyo 1938.
- No-Kyogen, OAG Tokyo Jubiläumsband 1873–1963, Tokyo 1963.
- 50 Jahre – Ein Traum (Reisebericht 1968), 1968.
- Kamakura Teil 1: Die Geschichte einer Stadt und einer Epoche, Teil 2: Unterwegs zu den wichtigsten Kulturstätten in und um Kamakura, OAG 1969, in: Mitteilungen der OAG 30- ½.
- Japans Schaukunst im Wandel der Zeiten, 1972.
- Edo, Geschichte einer Stadt und einer Epoche Japans, Tokyo – OAG, in: Mitteilungen der OAG 1976.
- Als deutscher Kaufmann in Fernost. Bremen-Tsingtau-Tokio, Erich Schmidt Verlag Tokyo OAG 1984 (postum).
- Tsingtau Tagebuch, OAG Taschenbuch Nr. 022 Tokyo 1985 (postum).